# Marsdenia macroglossa
Marsdenia macroglossa är en oleanderväxtart som beskrevs av Rudolf Schlechter. Marsdenia macroglossa ingår i släktet Marsdenia och familjen oleanderväxter. Inga underarter finns listade i Catalogue of Life.